# Тіно Лівраменто
Валентіно Франсіско Лівраменто (англ. Valentino Francisco Livramento, нар. 12 листопада 2002, Лондон, Англія) — англійський футболіст, захисник клубу «Ньюкасл Юнайтед» та національної збірної Англії.

## Ігрова кар'єра

### Клубна
Тіно Лівраменто народився в одному з передмість Лондона. Має португальське та шотландське коріння.
Займатися футболом почав в академії столичного «Челсі». Визнаний кращим гравцем академії в сезоні 2020/21. Ближче до кінця того сезону футболіст перебував серед запасних на матчі команди в чемпіонаті Англії. У липні 2021 року Тіно не зумів знайти компроміс із керівництвом клубу в питанні підписання контракту. В послугах флангового захисника були зацікавлені ряд англійських клубів, а також «РБ Лейпциг» та «Мілан».
У серпні 2021 року Лівраменто приєднався до клубу «Саутгемптон». 14 серпня 2021 року у матчі проти «Евертона» футболіст дебютував у матчах АПЛ. 24 квітня 2022 року захисник зазнав важкої травми й вибув із гри до кінця календарного року. Вперше після травми Тіно вийшов на поле 21 травня 2023 року.
В серпні 2023 року футболіст перейшов до стану «Ньюкасл Юнайтед», з яким підписав п'ятирічний контракт. В складі «Ньюкасла» Лівраменто дебютував в матчах групового етапу Ліги чемпіонів.

### Збірна
З 2016 року Тіно Лівраменто виступає за юнацькі збірні Англії. В серпні 2021 року футболіст дебютував у складі молодіжної збірної Англії.
17 листопада 2024 року у матчі Ліги націй проти Ірландії футболіст зіграв першу гру за національну збірну Англії.

## Титули

### Клубні
- Володар Кубка Футбольної ліги (1):

«Ньюкасл Юнайтед»: 2024-25

### Індивідуальні
- Кращий гравець сезону академії «Челсі»: 2020/21[15]

### Збірні
- Чемпіон Європи серед молодіжних команд: 2025